# Holmöarna
Holmöarna (Zweeds voor de eilandje-eilanden) is een eilandengroep in de zeestraat Kvarken in de Botnische Golf gelegen tussen Zweden en Finland. De eilanden maken deel uit van de gemeente Umeå in de provincie Västerbotten. Er zijn 75 bewoners op de eilanden en de grootste eilanden zijn Holmön, Ängesön, Grossgrunden, Holmögadd en Lilla en Stora Fjäderägg. Een groot deel van de eilandengroep behoort tot een natuurreservaat.

## Natuur en geografie
De eilanden bevinden zich in de zeestraat Norra Kvarken die de Botnische Zee in het zuiden verbindt met de Botnische Baai in het noorden. Het landschap op de Holmöarna is zeer divers, waaronder beboste gebieden, moerassen, veenland en meren en de eilanden kennen een rijk vogelleven. De flora en fauna op de eilanden zijn dermate speciaal dat geheel Holmögadd, Stora Fjäderägg en Grossgrunden, het overgrote deel van Ängesön de oosthelft van Holmön en de omringende zee al sinds 1980 deel uitmaken van een natuurreservaat. Dit is tevens het grootste door zee omgeven natuurreservaat van Zweden.
Vele van de meertjes en waterplassen op de Holmöarna zijn afgesnoerde baaitjes die door het oprijzen van de onderliggende landmassa met ca. 0,85 cm per jaar van de zee zijn afgesneden. Strandbjerget, het hoogste punt van de eilandengroep met zijn 25,83 meter boven zeeniveau, bevindt zich aan de noordzijde van Holmön.